# اینکوبوس

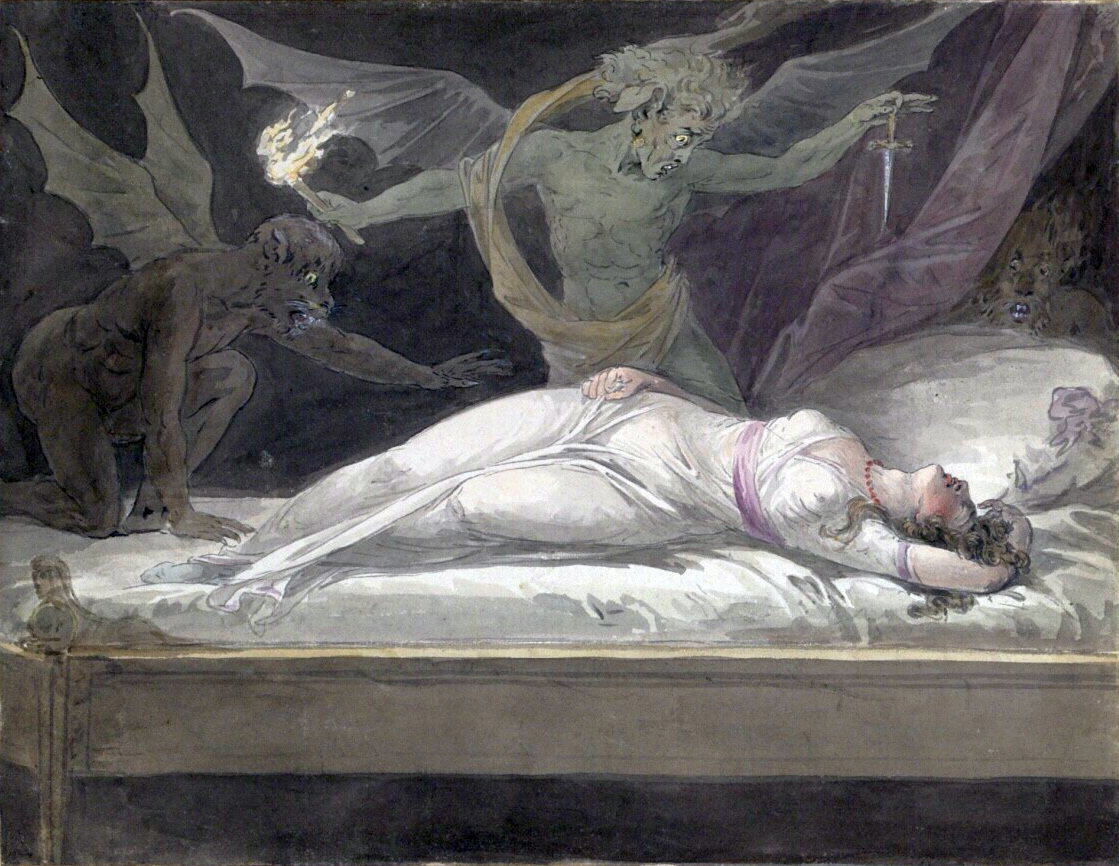
اینکوبوس، اثر چارلز واکر (۱۸۷۰)

اینکوبوس (به لاتین: Incubus) اهریمن مذکری است که بنا بر سنن افسانه‌ای و اسطوره‌ای، بغل زنانِ خسبیده می‌خوابد تا با آن‌ها جماع کند. معادل مؤنث آن سوکوبوس نام دارد. در جوامع سنتی طی قرن‌ها داستان‌های مستهجنی راجع به اینکوبوس‌ها و سوکوبوس‌ها ساخته و پرداخته‌اند. طبق برخی از این داستان‌ها، فعالیت جنسی مکرر با اینکوبوس‌ها یا سوکوبوس‌ها به زوال سلامت جسمانی و عقلانی یا حتی مرگ منجر می‌شود.